# Flaskskepp

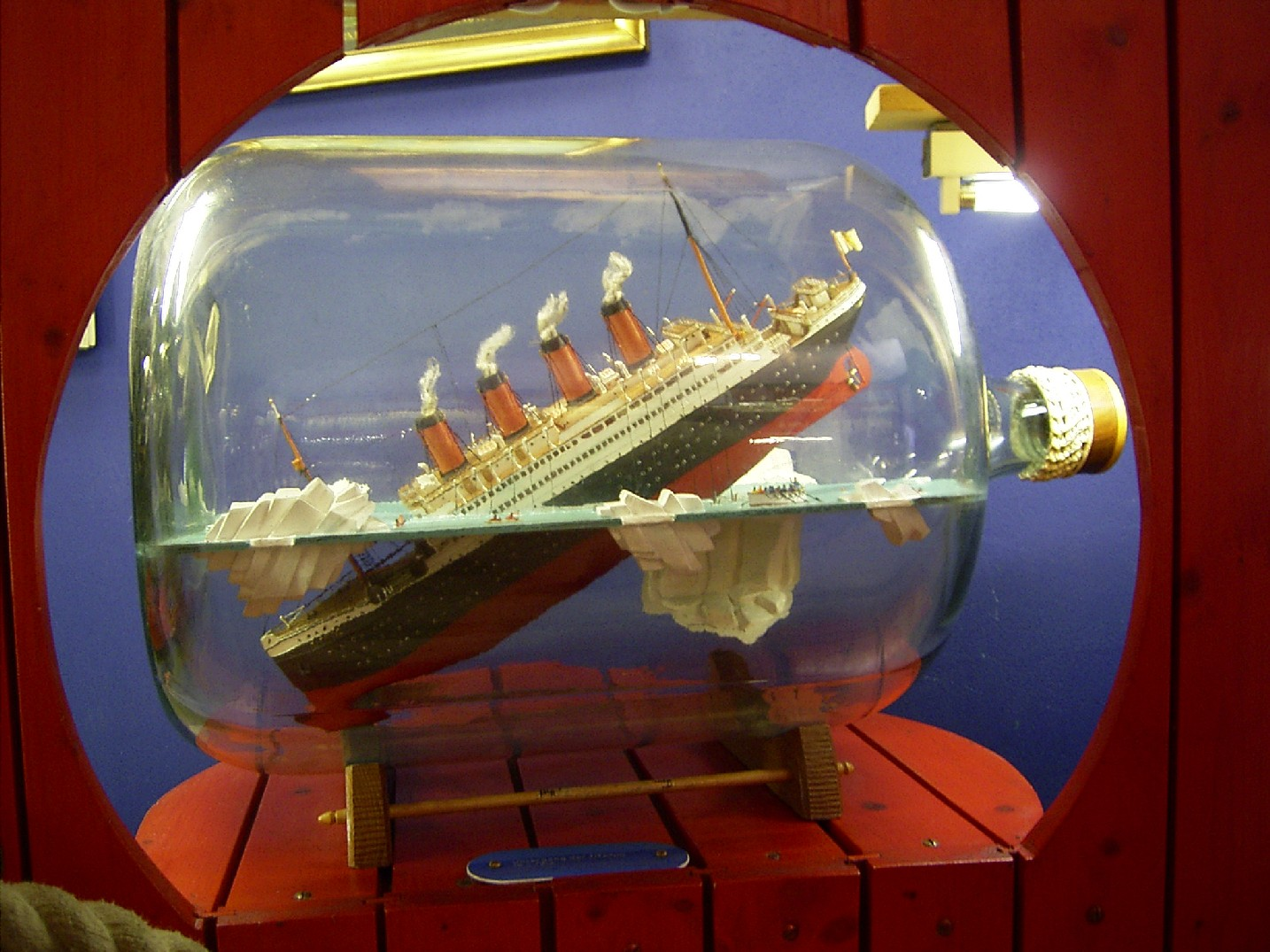
Titanic i en flaska

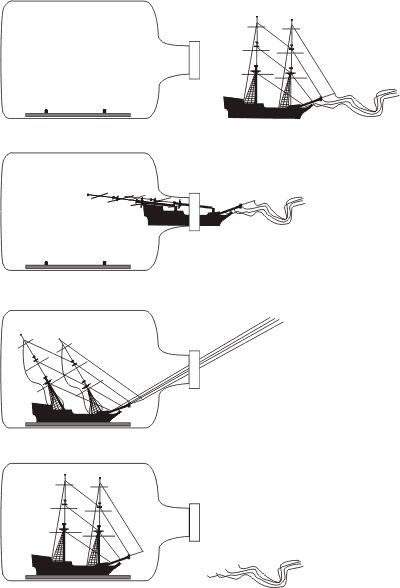
Tekniken att få in ett skepp i en flaska.

Ett flaskskepp är en skalmodell av ett fartyg i en flaska. Rent praktiskt bygger man först en hopfälld segelbåt eller annat slags fartyg, som man sedan försiktigt petar in i flaskan sedan reser man masterna med hjälp av linor eller tunna trådar.
Storhetstiden för flaskskepp  var i mitten och andra hälften av 1800-talet. Under denna tid seglade de stora segelfartyg jorden runt med leveranser av alla typer av varor.  
På dessa långa sjöresor passerade fartygen zoner med bra väder, där fartygen hade bra fart, låg lugnt i sjön, och det tunga arbetet ombord var lättare, då hade sjömännen tid att göra nautiska föremål för egen användning, att bygga flaskskepp var mycket vanligt. 
Några av de bästa flaskskeppen från den tiden finns idag  på världens olika sjöfartsmuseer. 